# Шо (Кот-д’Ор)
Шо (фр. Chaux) — коммуна во Франции, находится в регионе Бургундия. Департамент коммуны — Кот-д’Ор. Входит в состав кантона Нюи-Сен-Жорж. Округ коммуны — Бон.
Код INSEE коммуны — 21162.

## Население
Население коммуны на 2010 год составляло 448 человек.
| 1962 | 1968 | 1975 | 1982 | 1990 | 1999 | 2010 |
| ---- | ---- | ---- | ---- | ---- | ---- | ---- |
| 280  | 247  | 230  | 276  | 347  | 348  | 448  |

## Экономика
В 2010 году среди 313 человек трудоспособного возраста (15—64 лет) 247 были экономически активными, 66 — неактивными (показатель активности — 78,9 %, в 1999 году было 75,0 %). Из 247 активных жителей работали 232 человека (128 мужчин и 104 женщины), безработных было 15 (4 мужчины и 11 женщин). Среди 66 неактивных 18 человек были учениками или студентами, 27 — пенсионерами, 21 были неактивными по другим причинам.